# Tom Ölander
Tom Ölander (17 de agosto de 1945 - 26 de agosto de 2002) fue uno de los principales actores de la instauración de una cultura fandom activa en Finlandia. Fue el principal impulsor de la segunda convención de ciencia ficción en Finlandia en 1989 (KingCon) (20 años después de la primera), trabajando para instaurar la tradición de realizar una convención de carácter bienal denominada Finncon. Por dichos esfuerzos, se le llegó a conocer como el "padre del Fandom finés", e internacionalmente como «señor ciencia ficción de Finlandia» (del inglés: Finland's Mr. Science Fiction).
Además de sus esfuerzos locales (a menudo trabajando tras bambalinas), su gran pasión fue el construir puentes entre los distintos fandom internacionales, actuando como un popular embajador en la materia.